# Marc Simon
Pour les articles homonymes, voir Simon.
Marc Simon, pseudonyme de François Simon, est un prêtre catholique français, moine de l'abbaye de Landévennec, né le 19 juin 1924 à Plounévez-Lochrist et mort le 29 août 2015 à Landévennec.

## Biographie
Marc Simon a fait ses études secondaires au collège Saint-François de Lesneven entre 1934 et 1941, avant d’entrer au grand séminaire de Quimper. Ordonné prêtre le 1er juillet 1947, il a été durant dix années au service du diocèse de Quimper et de Léon, essentiellement comme prêtre instituteur dans les écoles privées.
En 1957, il entre au monastère de Kerbénéat, dont la communauté allait être transférée à Landévennec. Après y avoir été employé à diverses tâches d’enseignement, il est chargé en 1975 de la Chronique (trimestrielle) de Landévennec, puis, en 1983, il succède au père Grégoire Ollivier comme responsable de la bibliothèque bretonne de l’abbaye. Il en a toujours la charge tout en se livrant à des recherches historiques sur le passé de l’abbaye. Il est décoré de l'ordre de l'Hermine en 2001 et, à l'initiative du CIRDOMOC, reçoit en 2004 un volume de mélanges en son honneur, intitulé Corona Monastica.
Il meurt le 29 août 2015 à l'abbaye de Landévennec,.

## Publications

### Ouvrages
- L'abbaye de Landévennec : de saint Guénolé à nos jours, Rennes, éditions Ouest-France, 1985, 315 p.
- Landévennec, Rennes, Ouest-France, 1985,
- La légende dorée de saint Guénolé : écrite en l'an 860 à Landévennec par le moine Clément, Châteaulin, éditions Jos Le Doare, 1985,
- Pour servir à l’histoire de Plounévez-Lochrist, Saint-Thonan, 1988, 207 p.
- Saint Guénolé et l'abbaye de Landévennec, Paris, éditions J.P. Gisserot, 1997,
- Bleun-Brug : expression d’un idéal breton. Pages d’histoire, Association Abati Landevenneg, 1998, 122 p.

### Collaborations
- Kenvreuriez ar Brezoneg, Aviel Jezuz-Krist, Châteaulin, Ar Skol dre Lizer, 1982 (introductions et notes en breton),
- Yann Celton (dir), Leoriou ar baradoz : approche bibliographique du livre religieux en langue bretonne, Quimper, Bibliographie de Bretagne, 2002, 320 p.  (ISBN 2-9515762-4-2)
- Cartulaire de Saint-Guénolé de Landévennec, Rennes, Presses Universitaires de Rennes, et Société d’Histoire et d’Archéologie de Bretagne, 2015, 456 p.  (ISBN 978-2-7535-2725-6)

### Participations
- Histoire générale de la Bretagne et des Bretons : 2, culture et mentalités bretonnes, Paris, Nouvelle Librairie de France, 1990, sous la direction de Yannick Pelletier,
- Bretagne et pays celtiques : langues, histoire, civilisation. Mélanges offerts à la mémoire de Léon Fleuriot, Rennes, Presses universitaires de Rennes, 1992, sous la direction de Gw. Le Menn et J.-Y. Le Moign,
- Mélanges François Kerlouégan, Annales Littéraires de l'Université de Besançon, no 515 (Institut Félix Gaffiot, vol. 11), Paris, 1994,
- Saint-Mathieu de Fine-Terre à travers les âges, Actes du colloque (23-24 septembre 1994), CRBC et Les Amis de Saint-Mathieu, 1995, sous la direction de Bernard Tanguy et de Marie-Thérèse Cloitre,
- Chrétientés de Basse-Bretagne et d'ailleurs : les archives au risque de l'histoire. Mélanges offerts au chanoine Jean-Louis Le Floc'h, Quimper, Société archéologique du Finistère, 1998,
- L’Abbaye Sainte-Croix de Quimperlé des origines à la Révolution, Actes du colloque de Quimperlé (2-3 octobre 1998), CRBC et Association des Amis de l’Abbaye de Sainte-Croix, 1999,
- Landévennec et la Bretagne religieuse du XXe siècle, colloque scientifique du 29 avril 2000, Landévennec, 2001,
- A travers les îles celtiques. Mélanges en mémoire de Gwenaël Le Duc, sous la direction de Gildas Buron, Hervé Bihan et Bernard Merdrignac, Britannia Monastica n°12, 2008, CIRDoMoc et Presses Universitaires de Rennes, 2008,

Ainsi que de nombreux articles dans la revue Pax de l'abbaye Saint-Guénolé, devenue Chronique de Landévennec en 1975.